# 李德和 (1926年)
李德和（1926年8月—2018年10月8日），男，山西盂县人，中华人民共和国军事人物，曾任陆军第64军参谋长、副军长，黑龙江省军区司令员。